# Cratere Engel'gardt
Engel'gardt, o anche Engelhardt, è un cratere lunare di 43,51 km situato nella parte nord-orientale della faccia nascosta della Luna, a nord dell'enorme cratere Korolev. A ovest nordovest si trova il cratere Lebedinskiy.
È un cratere circolare con un bordo che è stato solo leggermente eroso. Il materiale presente nei lati interni è scivolato verso il basso formando ammucchiandosi lungo la base. La parete interna si restringe a sud dove è presente il cratere minore Engel'gardt N, adiacente al bordo. A meno di un diametro di distanza a est sudest è presente un piccolo cratere con un alto albedo circondato da un bordo di superficie chiara che giunge fino al confine con il cratere Engel'gardt.
Engel'gardt B è un cratere adiacente al bordo settentrionale ed è una formazione molto più grande, con un diametro di 121 km.
Il cratere è dedicato all'astronomo russo Vasilij Pavlovič Engelhardt.

## Crateri correlati
Alcuni crateri minori situati in prossimità di Engel'gardt sono convenzionalmente identificati, sulle mappe lunari, attraverso una lettera associata al nome.
| Engel'gardt | Coordinate            | Diametro (in km) |
| ----------- | --------------------- | ---------------- |
| B           | 7°48′00″N 158°10′48″W | 121,21           |
| C           | 9°22′12″N 157°22′12″W | 45,93            |
| J           | 2°56′24″N 155°41′24″W | 19,4             |
| K           | 2°30′00″N 158°03′36″W | 18,58            |
| N           | 4°07′12″N 159°38′24″W | 27,01            |
| R           | 4°26′24″N 162°06′00″W | 16,31            |